# Schwienau (Fluss)
Die Schwienau ist ein 19 km langer linker Nebenfluss der Gerdau.

## Name
Das Gewässer wurde im Jahr 1320 als Svinouwe erstmals schriftlich genannt und bedeutet „Schweine-au“.

## Geografie

### Verlauf
Die Schwienau entspringt im Weidebruch nördlich von Brockhöfe bei Wriedel und mündet nordwestlich von Groß Süstedt in die Gerdau. Anfangs fließt sie durch eine naturnahe Grünlandschaft. Doch bereits nach 2,5 Kilometern wird sie begradigt und an einem Pumpwerk vorbeigeführt. Nach etwa 9 Kilometern Lauf fließt ihr von Norden als nahezu gleich großer und etwas längerer Nebenbach der Oechtringer Bach zu. Der bei Ebstorf einmündende Schlingbach verliert im mittleren Laufabschnitt sein Wasser vollständig durch den durchlässigen Untergrund an die rund 20 Meter tiefer fließenden Nebenbäche der Ilmenau im Nordwesten. Läge der Mittelteil nicht trocken, wäre er der längste Nebenbach der Schwienau.

## Zustand
Die Schwienau ist zumeist begradigt und fließt nur selten auf natürlichem Weg. Die angrenzende landwirtschaftliche Nutzung reicht meist bis nahe an das Ufer heran. Nur bei Wriedel und östlich davon läuft sie durch kleine Wälder und ungenutztes Heidegebiet. Als fluviale Sedimentfracht führt sie hauptsächlich Sand und Schlamm mit sich. Dies bietet besonders Egeln, Schnecken, Wasserskorpione und Flohkrebsen einen Lebensraum. Das Wasser ist allgemein mäßig belastet (Güteklasse II). Bei Groß Süstedt mündet die Schwienau in die Gerdau, obwohl sie hier mehr Wasser führt als die Gerdau, gut 5 Kilometer länger ist und, zumindest oberirdisch, ein um den Faktor 2,4 größeres Einzugsgebiet hat.